# Maciej Mostowski
Maciej Mostowski herbu Dołęga – podstoli piotrkowski w 1778 roku, cześnik piotrkowski w latach 1771–1778, łowczy piotrkowski w latach 1770–1771.
Ojciec Jana Nepomucena prezesa Komisji Wojewódzkiej województwa augustowskiego Królestwa Kongresowego.